# Viktor Axelsson (keramiker)
Viktor Axelsson, född 1884, död 1946 i Anneborg, Arvika kommun, var en svensk keramiker.
Axelsson fick sin första utbildning som keramiker av sin far i Oppstuga. 1903 reste han till USA där han tillsammans med Johan Nilsson och Anders Andersson startade keramikverkstaden Panama Pottery i Sacramento. Han återvände till Sverige 1928 och etablerade en keramikverkstad i Älggården utanför Arvika. Under USA-tiden hade han sett det storskaliga i tillverkning och försäljning av produkter, så det blev naturligt för honom att driva rörelsen i stor skala. Många keramiker i Arvika trakten gick i lära hos Axelsson eller var anställda av honom, bland annat Gottfrid Karlsson, Theodor Lomarker, Boris Lomarker, Freddy Lomarker, Walter Lomarker, Tore Lomarker, Åke Warnstad och Gustaf Persman.
Hans keramik består av traditionellt hushållsgods och en del prydnadskeramik. 
Vid Axelsson död 1946 ropade Åke Warnstad in keramikverkstaden i Älggården på auktion och etablerade tillsammans med Gustaf Persman keramikverkstaden Arvika Keramik.